# Dísz tér
A budapesti Dísz tér főként egy- és kétemeletes régi lakóházak által határolt, észak-déli irányban elnyúló terület az I. kerületben, a Várnegyed központi részén. A hajdani polgárváros déli végén, a várpalota épületegyüttesével határos Szent György tér szomszédságában helyezkedik el.
A tér déli végében, egymással szemközt volt egykor a budai vár két bejárata: a keleti Vízi (középkori nevén: Szent János-) kapu és a nyugati Fehérvári (a középkorban: Zsidó-) kapu. Erről az egyik ház falára erősített emléktábla tudósít. Napjainkban itt ér fel a várba keletről, a Duna felől a Hunyadi János út, nyugatról pedig a Palota út. Ugyanide torkollik a Sándor-palotát a polgárnegyeddel összekötő Színház utca is.
A tér északi végében fut össze a Szentháromság tértől idáig vezető Tárnok utca és a polgárnegyedet hosszanti irányban átszelő Úri utca. Találkozási pontjuknál kisebb parkot alakítottak ki, közepén honvédszobor (1893). Zala György alkotása az 1849-es szabadságharc során a Buda visszafoglalásában részt vett honvédeknek állít emléket.

## Közlekedés
A tér a Várnegyed egyik legforgalmasabb pontja. Közösségi közlekedéssel a 16-os autóbuszcsaláddal közelíthető meg a Széll Kálmán tér (16, 16A, 116, 216, 916) és a Clark Ádám tér (16, 216, 916) felől. Az éjszakai 916-os az Astoria csomópontot érintve az Urániáig közlekedik, az Astoria megállóban az éjszakai hálózat várost átszelő viszonylatai találkoznak. Többnyire ide érkeznek az autóbuszos turistacsoportok is, itt kezdik városnéző sétájukat a polgárvárosba vagy dél felé, a palota irányába. A vár területére személygépkocsival (taxik kivételével) csak külön engedéllyel lehet behajtani, a Dísz téren mágneskártyával használható ki- és beléptető sorompó működik.

## Neve
A területet a középkorban Szent György térnek nevezték. A törökök kiűzése után neve előbb Haupt Platz (Fő tér), a 18. század közepén már Parade Platz, azaz Dísz tér volt. A tér déli részén tartották a katonai felvonulásokat, a palotaőrség parádéit, innen kaphatta nevét. 1848–49-ben rövid időre István tér lett, (valószínűleg István nádor neve után), 1866-ban – a korabeli emléktábla tanúsága szerint – már újra Dísz tér. Mai neve védett.

## Történeti áttekintés

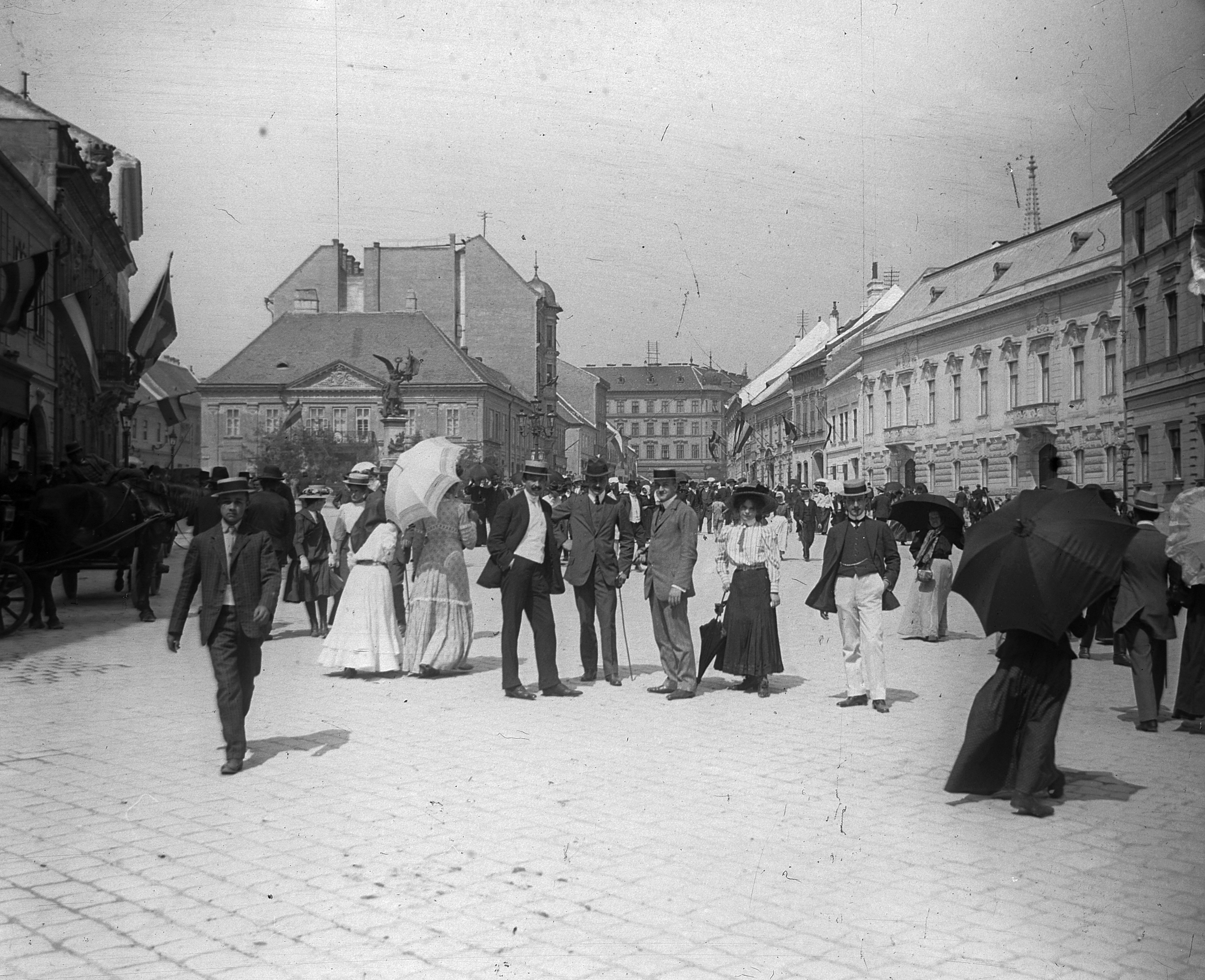
A Dísz tér 1906-ban

A középkorban a téren egyszerű építésű, gótikus lakóházak álltak, ezek maradványai több ház alapjában, falában ma is megtalálhatók. A Tárnok utcán piac volt, a mai honvédszobor környékén pedig a 14. században emelt Szent György-templom állt, erről kapta a tér akkori nevét. Ezt a templomot dzsámivá alakították. A török uralom idejéből (1541–1686) ezen a helyen jelentősebb emlék nem maradt fenn. Az 1686. évi ostrom után a tér házai – a vár többi részéhez hasonlóan – romokban álltak, de itt kezdődött el legkorábban a polgárnegyed betelepülése, felépítése. Külföldi építőmesterek közreműködésével a középkori alapokon kezdetben barokk, a 18. század végén copf stílusú, szerény lakóházakat építettek. A következő két évszázadban ezeknek a díszes házaknak egy része elpusztult, a megmaradtakat pedig többször is átépítették.
A 19. század végén a tér déli részén több oda nem illő, nagy tömegű épületet emeltek. A legnagyobb pusztítás a tér házait Budapest 1944–1945-ös ostroma közben érte. A háborús károk megszüntetése során – ahol lehetett – az eredeti állapot helyreállítását tartották szem előtt, a romba dőlt magasabb épületek után azonban csak foghíj vagy épületcsonk maradt. A Dísz tér napjainkban is vegyes összképet mutat, de több egyéni hangulatú, díszes homlokzatú háza gazdagítja a polgárnegyed történelmi épületegyüttesét.

## A tér házai
A házak számozása a Duna felőli házsoron, az egykori várkapu mellett kezdődik és az óramutató járásával ellentétes irányban halad.

### 1–2. szám
Az 1–2. szám alatt állt a 20. század első felében a Külügyminisztérium épülete. Az 1. számú telken eredetileg, a 15. században a kalocsai érsek lakóháza állt, mely később Bakócz Tamás esztergomi érseké lett. A vár 1686. évi visszafoglalása után ez a ház is romokban állt, a 18. század elején újjáépítették. Tulajdonosa Bösinger Ferenc Ignác patikus, Buda 1695-1705 közötti polgármestere volt, aki patikáját a szemben lévő telken (a mai 16. számú ház helyén) rendezte be; egy másik patikája is volt a mai Medve utcában, Buda környékén pedig földbirtokokat szerzett. A ház később Kayr Mátyás építőmesteré lett, aki többek között a régi budai városháza helyreállításán is dolgozott (1723–24). 1900-ban az épületet a szomszédos 2. szám alatti házzal együtt lebontották, helyükön épült fel a Külügyminisztérium épülete. 1902-ben a Magyar Nemzet is megírta, hogy a Vöröskereszt Egylet hatalmas palotát építtet, amely 635 ezer koronába került eddig. Azt is megírták, hogy 1902. augusztus 1-jén kell átadni és a Magyar Királyi Horvát-Szlavon-Dalmát Minisztérium is ott kap irodát. Így is történt, a négyszintes palotát nem mellékesen úgy alakították ki, hogy magánlakásokat is elhelyeztek benne, amelyeket bérbe adtak az előkelőségeknek. A Vöröskereszt Egylet palotája végül a tervek szerint 1902-ben készült el, ahová aztán 1920-ban a Külügyminisztérium költözött. Egészen a világháború végéig volt ott a külügy, ám akkor az épület pont úgy járt, mint az elődje a török kiűzésének idején. Bombatalálatot kapott, jelentősen megrongálódott, ám a kommunista hatalomátvétel után nem helyreállítása, hanem az elbontása mellett döntöttek, amely 1948-ban meg is történt. A telek kisebbik részén nyaranta népművészeti és dísztárgyakat árusítottak, a nagyobbik része a Dísz tér 3. alatti óvoda udvara volt, amíg el nem kezdődött a Vöröskereszt irodaház újjáépítése.

### 3. szám

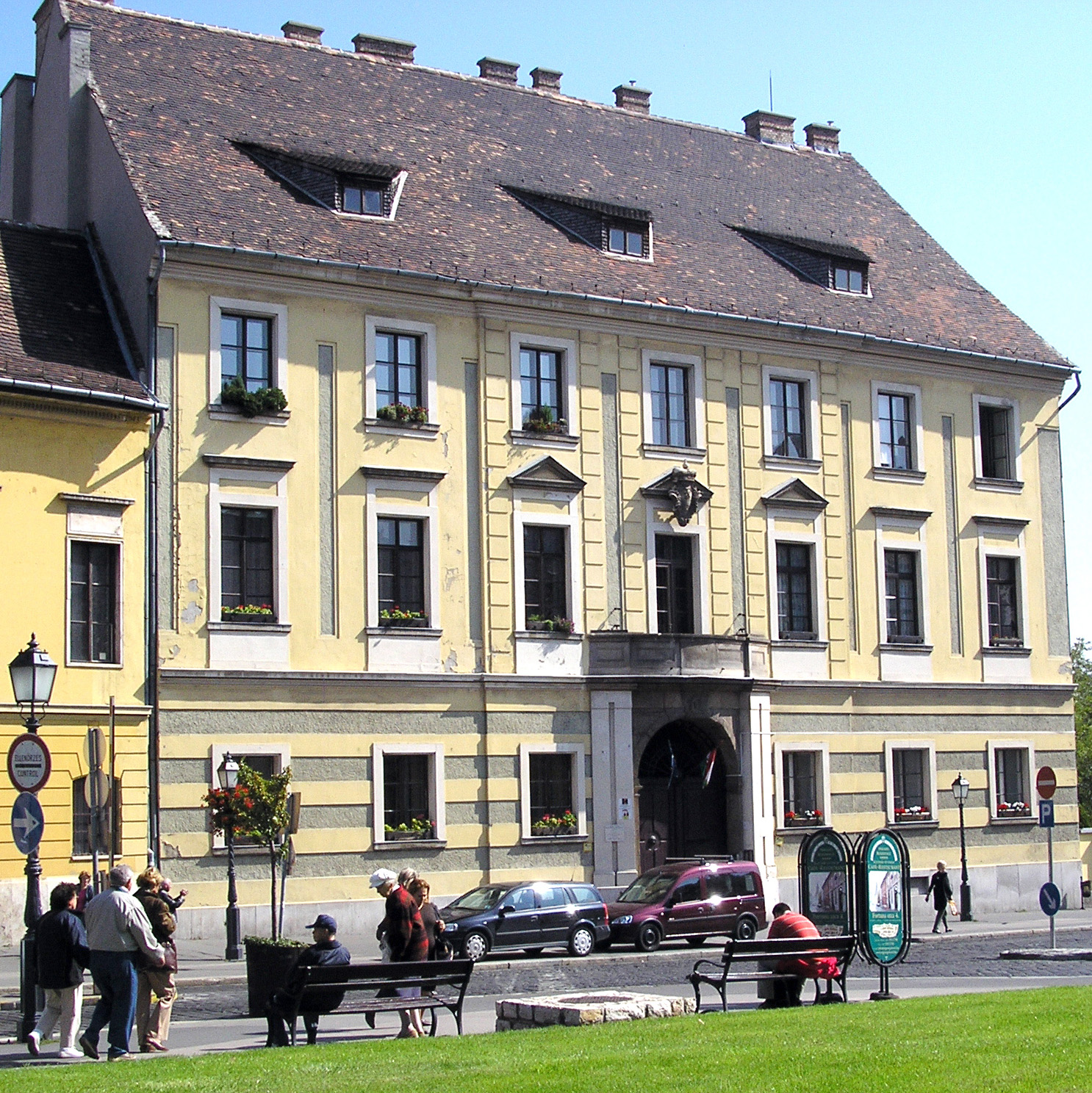
A volt Batthyány-palota főhomlokzata

A 3. szám: A kétemeletes épület hátsó homlokzata a Duna felé, főhomlokzata a térre néz, rajta az erkély fölött a Batthyány-család címere látható. Két középkori lakóház romjain az 1686. évi visszafoglalás után Venerio Ceresola épített itt házat Johann Stephan v. Werleinnek, a bécsi udvari kamara  megbízottjának. Joseph Giessl 1744-ben készített tervei alapján  1748-ben Marton Siegl építőmester új, kétemeletes barokk palotát emelt Batthyány Lajos nádor számára. 100 év múltán homlokzatát eklektikus stílusban átépítették, később a palotában lakásokat létesítettek és a 20. század első évtizedeiben több átalakítást is végeztek. Kétszáz évvel építése után, 1944-ben az épület súlyosan megsérült. A háború után a 18. századi alakjában, barokk homlokzattal állították helyre, ezt követően egy ideig a Várgondnokság használatában állt. Az épületben működik a Brunszvik Teréz Óvoda egyik fióktelepe.

### 4–5. szám
A 4–5. számú egyemeletes ház szintén a Batthyány-családé volt. Az ingatlant 1686. után a kremsmünsteri apátság vásárolta meg, majd az itteni középkori házak romjain barokk épületet emeltek. Ebből az időből csupán a földszinti helyiségek dongaboltozatai maradtak fenn. 1907-ben Habsburg József főherceg vásárolta meg. 1908-ban szecessziós stílusban átépítették. 1920-ban a Vallásalap vette meg a pápai nunciatúra számára, amely itt működött a háború befejezéséig. A háborús sérülések után új, jellegtelen homlokzattal állították helyre. Előbb a Középülettervező Vállalat irodaháza, majd az Országos Műemlékfelügyelőség székháza volt. Az 1970-es években a kapualjban gazdag díszítésű ülőfülkesort bontottak ki. Ezek a vár legkorábbi ismert ülőfülkéi, keletkezésük a 13. századra tehető. A homlokzaton egyszerű emléktábla található, felirata: „Ebben a házban dolgozott Angelo Rotta (1872–1965) c. érsek, apostoli nuncius, aki 1930-tól 1945-ös kényszerű távozásáig képviselte a Szentszéket Magyarországon. Híven szolgálta egyházát, a nehéz háborús években tevékenyen segítette a hazánkba menekült külföldieket és az üldözötteket. Példaadó és önfeláldozó munkásságának állít emléket a Magyar Köztársaság kormánya és a Magyar Katolikus Püspöki Kar. (1992. április 6.)“

### 6. szám
A 6. szám alatt Arányi Lajos orvosprofesszor lakott az 1820-as években, majd a század közepén a palotát neoklasszicista stílusban átalakították. 1930 körül a sikeres laptulajdonosé és szerkesztőé, Miklós Andoré, aki lebontatta és helyébe Pogány Móric tervei alapján felépíttette a ma is látható egyemeletes neobarokk házat. Az 1970-es években a Külügyminisztérium vendégháza volt, a nyolcvanas években pedig Algéria budapesti nagykövetsége működött benne.

### 7. szám
7. szám: A török kiűzése után barokk stílusban emelt házat a 19. század közepén romantikus stílusban építették át. A szomszédos ház lakója, Arányi Lajos jegyezte fel, hogy az átépítéskor ott talált héber és török feliratú köveket az új falakba beépítették. A 20. században a ház homlokzatát többször átalakították, a világháborút követő helyreállításkor a későbbi korok átalakításait részben megszüntették.

### 8. szám

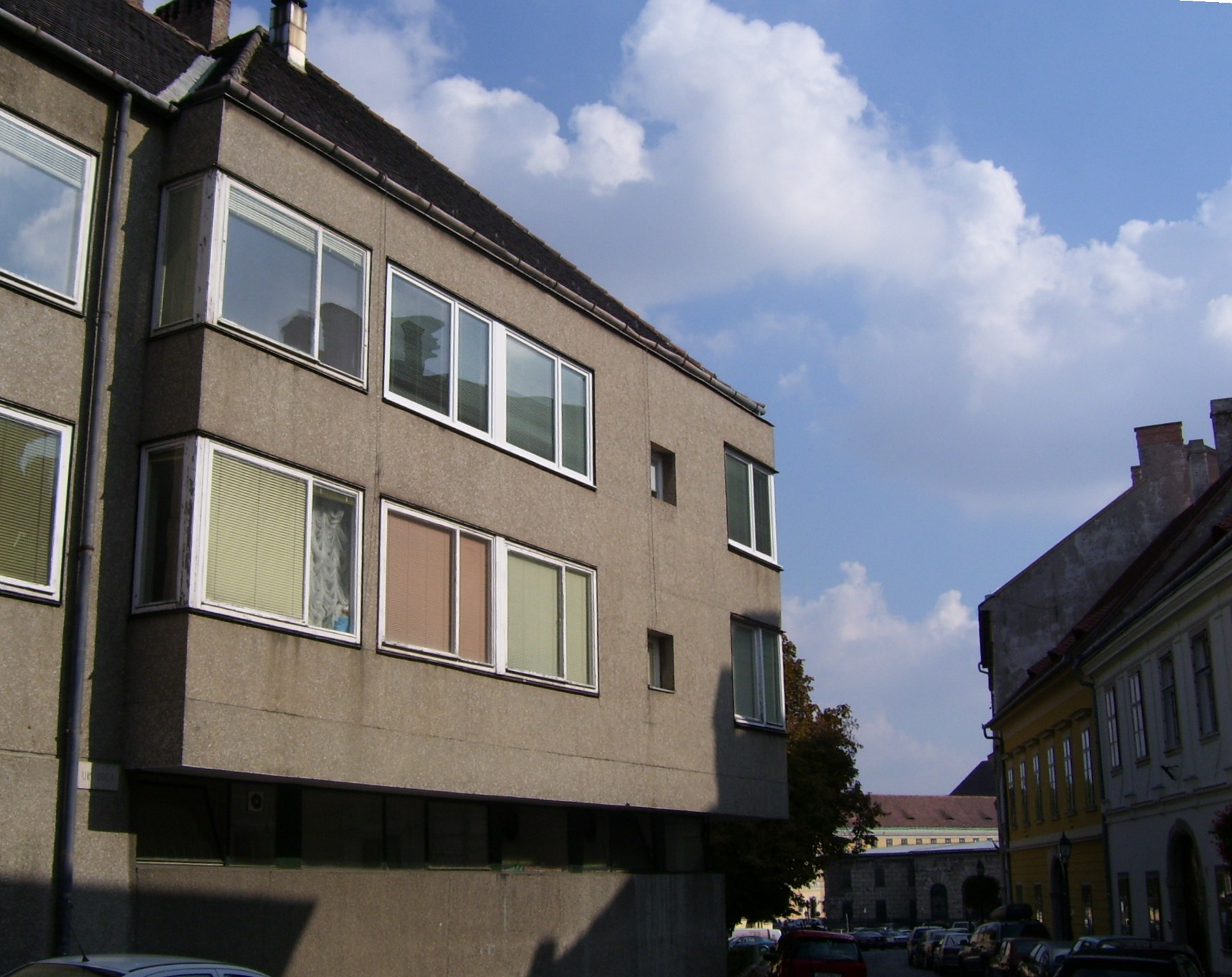
A Dísz tér 8. alatti lakóház

A teret északon, a Tárnok utca és az Úri utca találkozásánál a 8. szám alatti kétemeletes, modern építésű lakóház zárja le, mely 1963-1968 körül épült. Tervezők: Farkasdy Zoltán és Kenessey Attila. A földszinten étterem működik.
Ezen a helyen a 18. század elején két középkori ház romjain új épületet emeltek. 1801-ben ezt Marczibányi István (1752–1810) Csanád megyei alispán, irodalompártoló és mecénás vette meg, aki Pestről költözött át ide, copf stílusban átépíttette és kibővíttette. Itt lakott feleségével, Majthényi Máriával és feleségének örökbe fogadott unokahúgával, Majthényi Annával. Később a bejárat fölé oszlopokkal alátámasztott erkély is készült. Az épületben 1841-től a Budavári Casino Egylet működött. A Marczibányi-palota 100 évvel élte túl építtetőjét: helyére 1910-ben négyemeletes lakóházat emeltek, mely a világháborús ostrom idején elpusztult. Helyette épült a napjainkban látható lakóház.

### 9. szám

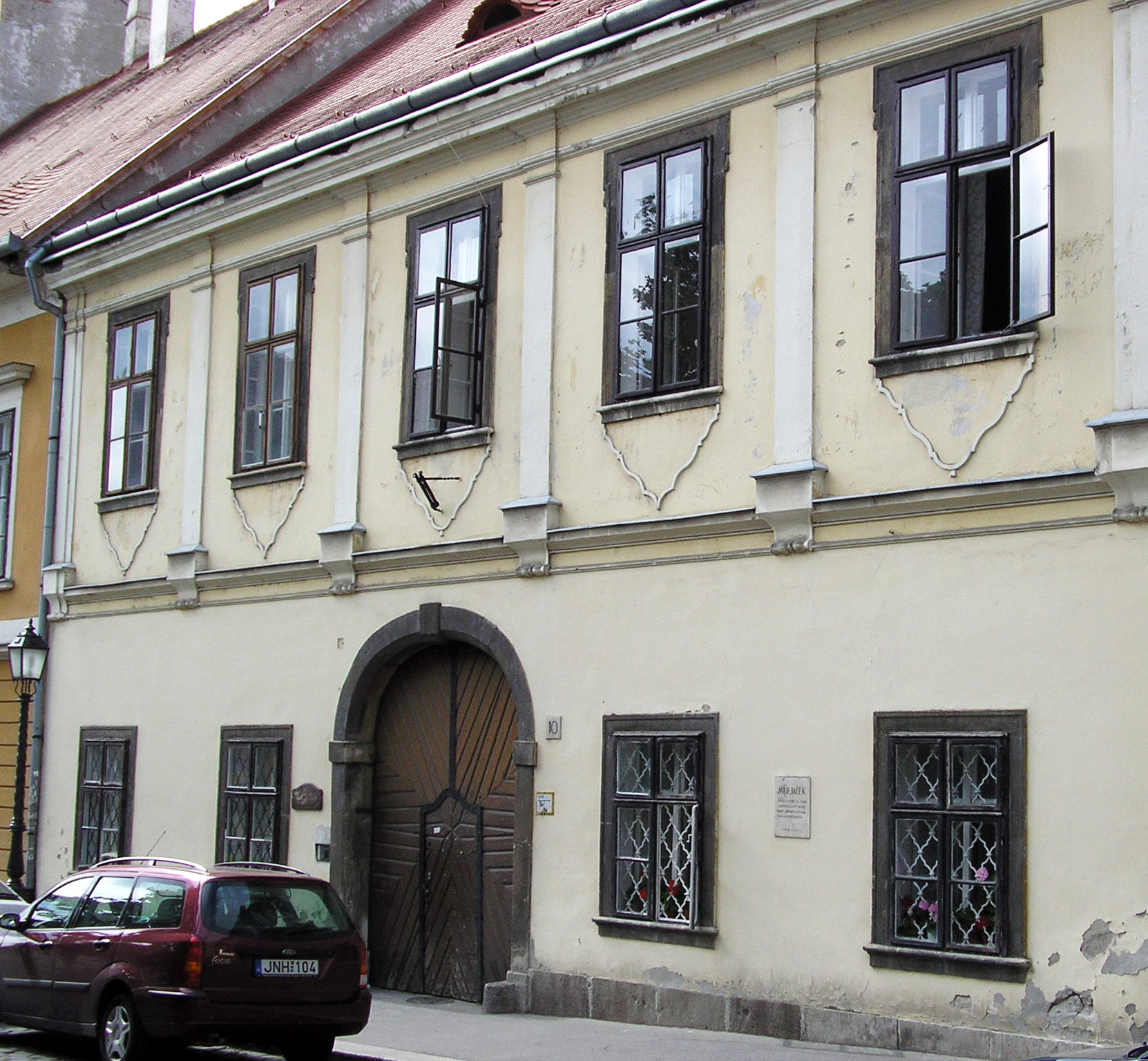
Dísz tér 10., főhomlokzat

A 9. számú ház oldalán emléktábla hirdeti, hogy lakója volt Móra Ferenc; az utcát, melynek sarkán a ház áll, szintén az íróról nevezték el. A 18. század első évtizedében Franczin Péter Pál kéményseprőmester háza állt itt, akinek feladata a vár padlásainak és kéményeinek rendszeres átvizsgálása volt.

### 10. szám
A 10. számú egyemeletes lakóház a házfalon elhelyezett emléktábla szerint „Épült a XVIII. században a helyén állott középkori lakóház kapualjának megtartásával”. Tér felé néző barokk homlokzatán kívül belső tereinek egy részében is barokk elemek maradtak fenn. Többször átalakították, a világháború idején komoly károkat szenvedett, a sétányra néző hátsó homlokzata teljesen megsemmisült. A ház mai alakját az 1950. évi helyreállításkor nyerte.

### 11. szám
A 11. szám alatti egyemeletes épület klasszicista homlokzatát neobarokk kapu- és ablakkeretezés díszíti, hátsó homlokzata a Tóth Árpád sétányra néz. 1688-ban az ingatlant Venerio Ceresola olasz származású építőmester vette meg, aki 1686-tól császári építőmesterként Budán dolgozott. Az elpusztult középkori épület maradványain új házat épített, melyet tőle 1711-ben Passardy János vásárolt meg. Az ugyancsak olasz származású Passardy (Passardi?) Jánosnak tulajdonítják a selyemhernyó-tenyésztés és a selyemgyártás meghonosítását Magyarországon. Az épület 1820-ban kapott klasszicista stílusú homlokzatot, amit a 20. század elején kissé átalakítottak, valamivel később pedig a belső tereket teljesen átépítették. A kapualjban barokk motívumok láthatók.

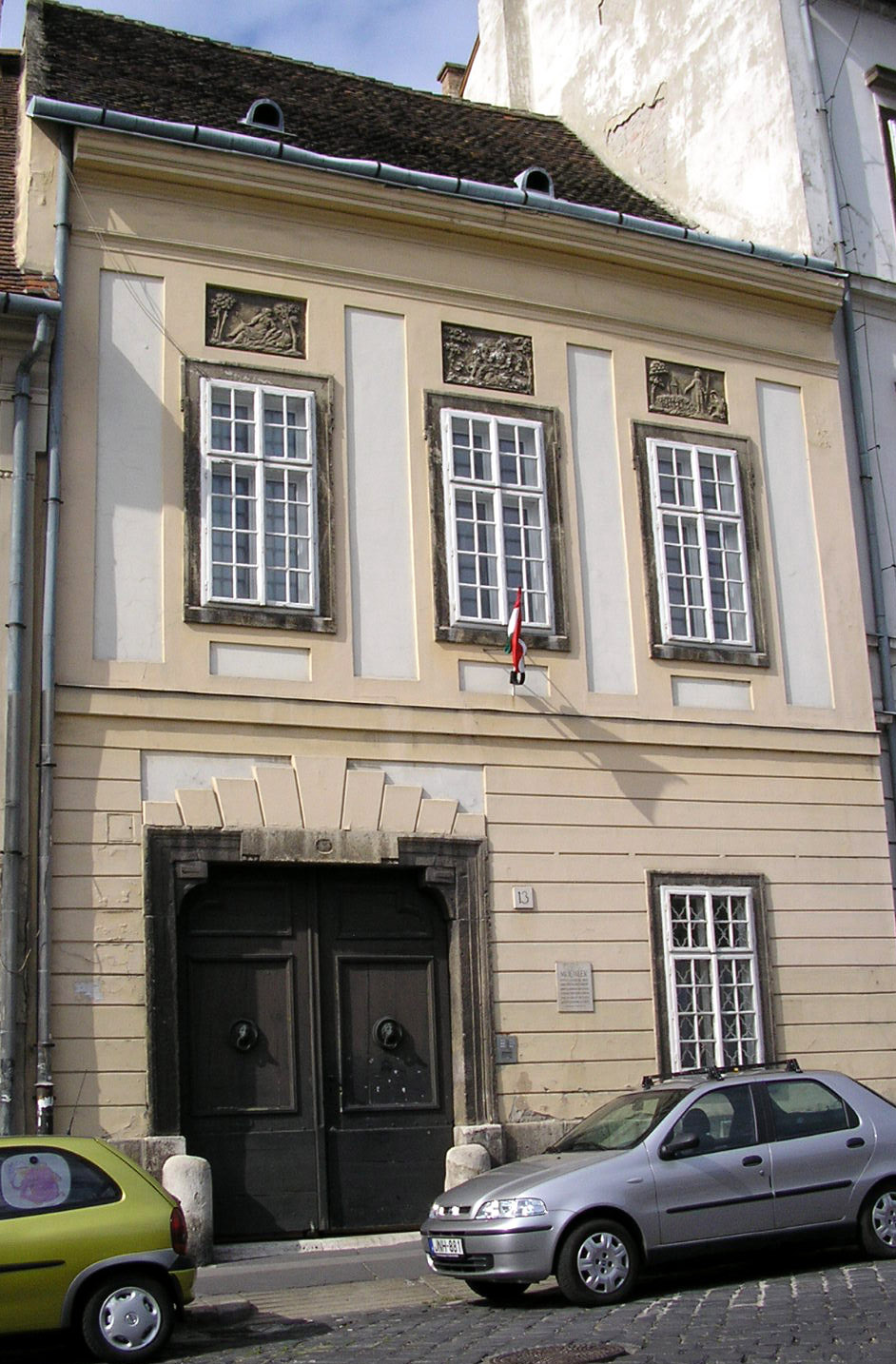
Dísz tér 13., főhomlokzat

### 12. szám
A 12. szám alatti ingatlant 1688-ban Salgari Péter, Buda akkori polgármestere szerezte meg, aki a házat újjáépíttette, és azt a család csaknem 100 évig birtokolta. Utánuk egy gyógyszerészé, majd 1845-ben Walheim János városi tanácsnok (1848-1854 között Buda polgármestere) tulajdona lett. Ezt követően építették át kétemeletes klasszicista épületté. A 20. század elején ismét teljesen átépítették, ezúttal neobarokk stílusban.
A ház 1892-ben került báró marosnémethi és nádaskai dr. Edelsheim-Gyulai Lipót (1863–1928) tulajdonába, aki 1913-ban építtette át a 17. századi házat, amely korábban Buda polgármesterének családjáé is volt. Itt született unokája, Horthy Istvánné gróf Edelsheim-Gyulai Ilona (1918–2013), Horthy Miklós menye. Részben ebben a házban szervezték 1944 szeptemberében az ország háborúból való kiugrási kísérletét.

### 13. szám
A 13. számú egyemeletes lakóház valószínűleg a tér legszebb épülete. A térre néző falon 1957-ben elhelyezett műemléki tábla felirata szerint: „Épült a XVIII. században a helyén állott középkori lakóház boltozatainak megtartásával. Mai alakját az 1815. évi átépítéskor nyerte.“ A 17. század utolsó éveitől kezdve – az 1770-es években egy évtizedes megszakítással – a Salgari-család, majd leszármazottai tulajdona; a 20. század elején a Barcza család (Barcza György diplomata, vatikáni, londoni magyar nagykövet a két világháború között és alatt) tulajdona volt. Klasszicista stílusú homlokzatának fő ékessége a felső ablaksor fölötti három kis dombormű, melyek görög és római mitológiai jeleneteket ábrázolnak. A kapualjban a jobboldali lépcsőfeljáró előtt gyönyörű kovácsoltvas ajtó található.

### 14. szám
A 14. szám alatti egykori középkori lakóház helyén a 18. században új épületet emeltek, mely a század vége felé copf stílusú homlokzatot kapott. A 20. század elején neoreneszánsz stílusban teljesen átépítették; térre néző fele a világháborúban nagyrészt megsemmisült, a helyreállításkor a 20. század eleji alakját vették figyelembe.

### 15. szám

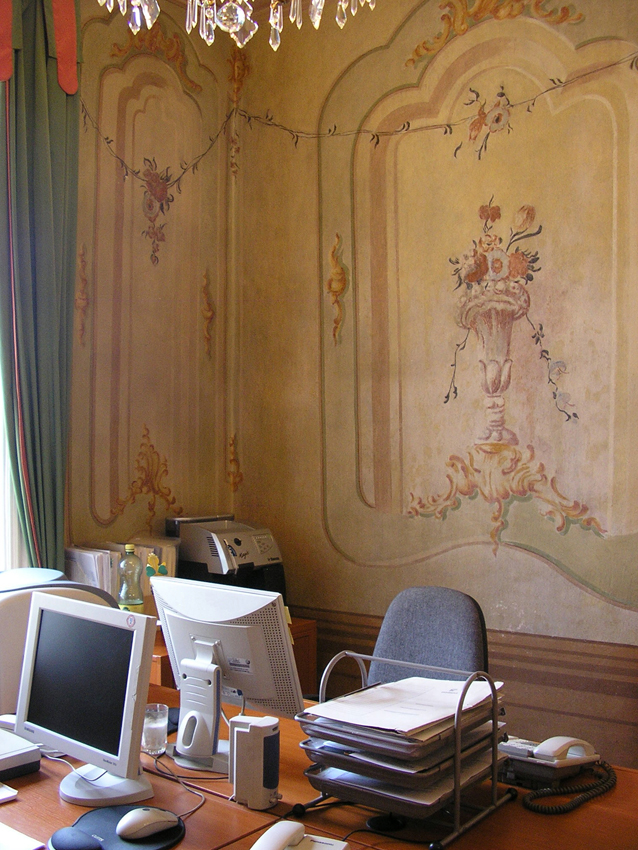
Szobabelső az egykori De la Motte-palotában (2006)

A 15. szám alatti egyemeletes barokk épület a Műemlékek Nemzeti Gondnokságának ad otthont[mikor?], földszintjén posta működött 2022. október 7-ig . Az udvar felőli részen árkádos folyosó fut végig, az emeleti szobákat jó állapotban fennmaradt freskók díszítik. A 15. században két lakóház állt ezen a helyen. Tulajdonosaik mesteremberek voltak, illetve – az 1866-ból származó emléktábla felirata szerint – 1493-ban „a kékesi pálosok hajléka épen e ház telkén állott“. A 100 évvel később állított másik emléktábla arról tudósít, hogy „Középkori ház helyén épült a 18. században barokk stílusban. Emeletén barokk falfestés jelentős maradványai".
A törökök kiűzése után az egyik ház teljesen romosan állt, a másik ház falainak egy része átvészelte az ostromot. 1696-ban a két ingatlan bizonyos Waigl Fülöp fakereskedőé lett, majd 1723-ban Schultz János Lőrinc asztalosmester vásárolta meg. A két házat valószínűleg ebben az időben egyesítették és építették újjá korai barokk stílusban. Az ingatlan a 18. században még kétszer cserélt gazdát. 1760-ban de la Motte des Aulnois Ferenc Károly alezredes birtokába került, aki kibővíttette és barokk palotává csinosíttatta az épületet. Ekkor készülhetett az udvari oldal árkádos folyosója is. A de la Motte család nem sokáig élvezhette a díszes kis palotát, mert nemsokára túladott rajta. Az új tulajdonos 1773-ban Beer József Kajetán gyógyszerész lett, gyógyszertára a „Fekete sashoz” a mai posta helyén volt (később Pesten, a mai József körút 64. szám alatt is patikát nyitott). Ő utánuk kapta nevét mint „De la Motte–Beer-palota”. 1865-ben Pan (Pán) József tervei szerint az épületet romantikus stílusú udvari oldalszárnnyal toldották meg, az üzleti portált és a bejárati kaput is átalakították; a házban gyógyszertár is működött. Az 1944-45-ös ostrom idején többek között a kapualj és a fölötte lévő épületrész is súlyos károkat szenvedett.
A helyreállítás után a teljes felújítás 1962-ben kezdődött meg. Ekkor kerültek elő későbbi festékrétegek alól az egymásba nyíló emeleti szobák eredeti, zömmel barokk-rokokó falfestései. A jó állapotban fennmaradt díszítőfestés vélhetően az 1760-as években vagy kevéssel azután készült, alkotóját nem ismerjük. A figurális részek zömmel bibliai tárgyú jeleneteket és tájakat ábrázolnak, az ornamentális részeket a virágmotívumok változatossága és gazdag színvilág jellemzi. A gondosan restaurált freskók között napjainkban is irodai munka folyik.

### 16. szám

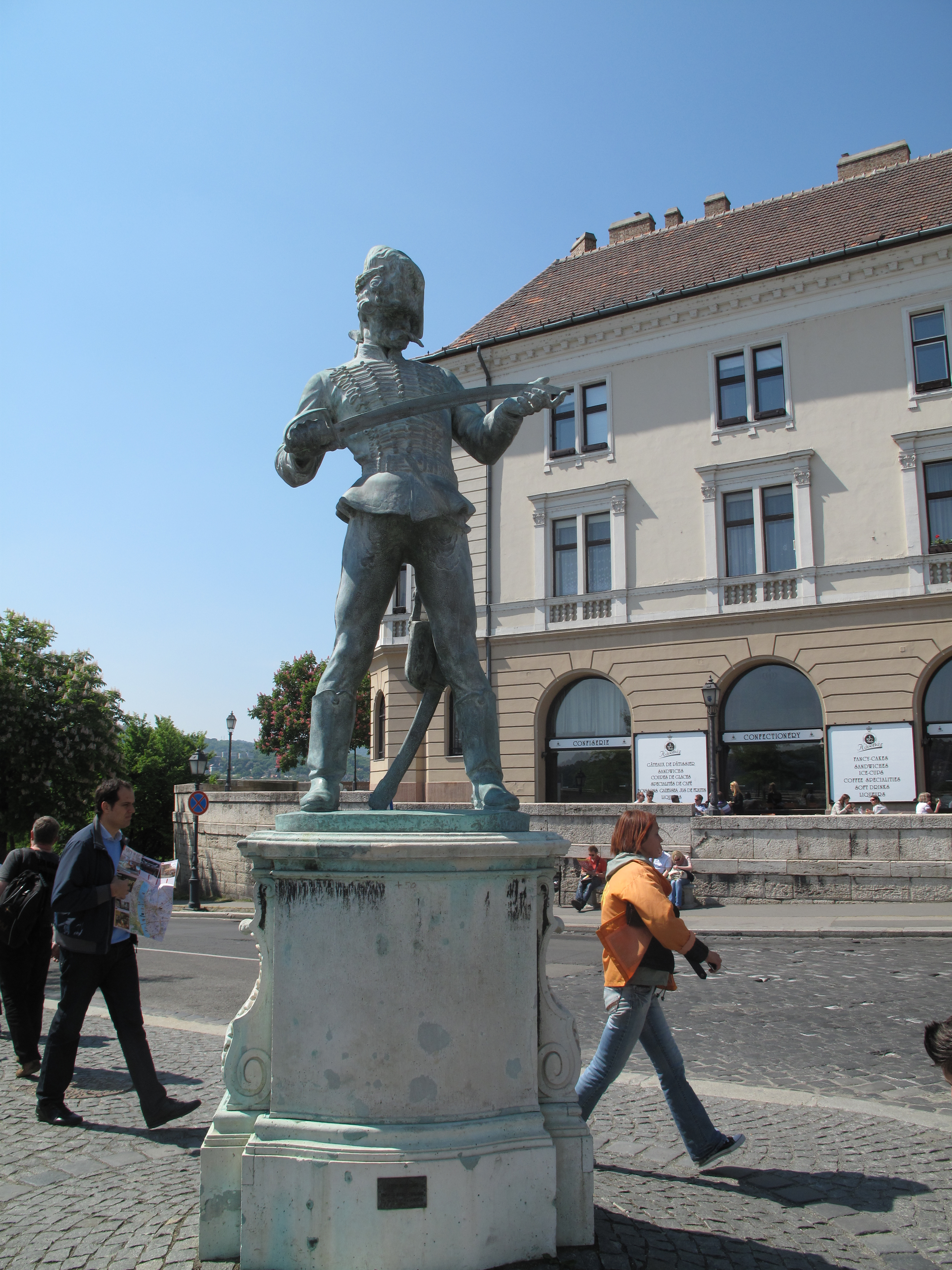
Az öreg huszár szobor mögött a cukrászda hátsó fele

A tér és a sétány sarkán álló 16. számú, egykor barokk épület helyén 1893-ban eklektikus stílusú bérházat emeltek. A tulajdonos szellőczei Kovács VII. Pál felesége és 3 gyermeke volt, akik építették ezt az épületet és itt is laktak. A 18. század elején itt működött Bösinger Ferenc Arany Egyszarvúhoz címzett patikája, később a budai Arany Sas patika. Az épület földszintjén ma cukrászda is üzemel.
A Korona Cukrászdában 1971-től a 2000-es évek elejéig, Mikes Lilla alapításával és vezetésével, itt működött a Korona Pódium, mely kezdetben irodalmi esteknek, kétnyelvű irodalmi műsoroknak adott otthont, illetve színészek előadóestjeit mutatta be. Később egyre több színházi jellegű produkció is színre került. Célja elsősorban irodalmi művek bemutatása és népszerűsítése, valamint a különböző művészeti ágak összefonódásának, és új kezdeményezések bemutatása volt. Olyan előadók léptek fel, mint Pitti Katalin a Márai-Liszt estjével, vagy Malek Andrea közös önálló estjei. Ezt – a több mint 25 éven átívelő kezdeményezést folytatva – élesztette újjá 2006 májusában Bökönyi Laura Új Korona Pódium címen.

### 17. szám

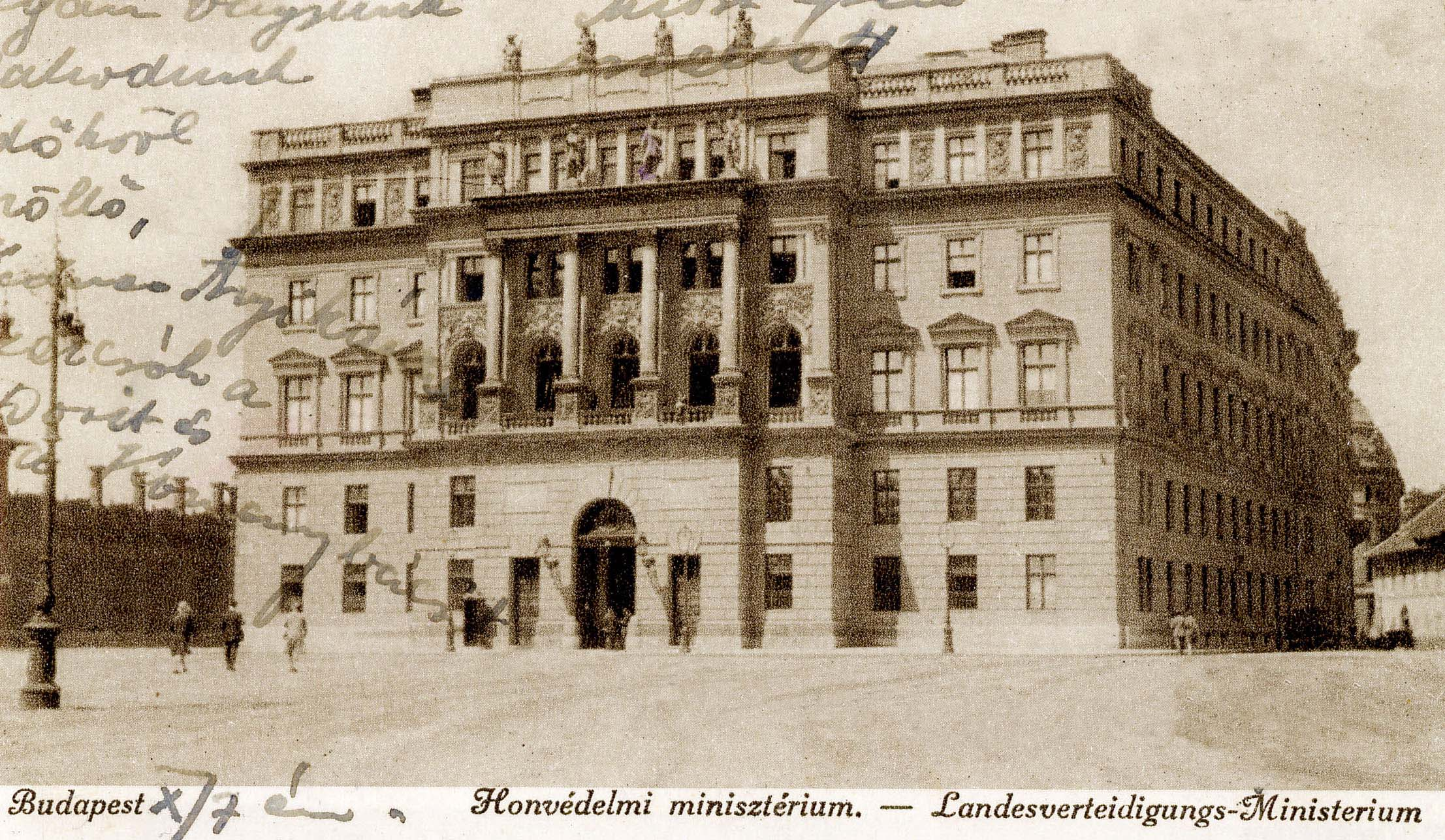
Az egykori elpusztult Honvédelmi Minisztérium épülete a Szent György téren, a Honvéd Főparancsnokság mögött (Képeslap, 1930.)

A Dísz tér 17. helyén a 19. század első felében barokk homlokzatú, emeletes kaszárnyaépület állt. Ennek egy részét az evangélikus egyház 1846-ban megvásárolta, és azt Kimnach Lajos tervei alapján templommá építették át. Miután a szomszédos Szent György téren 1890-re teljesen felépült a Honvédelmi Minisztérium palotája, a megmaradt kaszárnyarészt és a templomot egyaránt lebontották, hogy helyet adjanak az új katonai épületnek. Itt épült meg Kallina Mór tervei alapján 1895–1897 között a Honvéd Főparancsnokság tömbje, összeépítve a minisztérium épületével. (Kárpótlásul új evangélikus templomot emeltek a Bécsi kapu téren.)
A Honvéd Főparancsnokság neoreneszánsz stílusú, négyemeletes, nagyméretű kupolával koronázott épülettömbje a második világháború idején súlyos károkat szenvedett. A háború után a sérült kupolát és felső emeleteket lebontották, mert az akkori szakmai álláspont szerint a vár együtteséhez nem illő magas, sérült épületeket kétemeletesre vissza kellett bontani. Azóta a helyreállításra, hasznosításra sokféle elképzelés született, pályázatokat írtak ki, de a félig romos épületcsonk több mint 50 évig változatlan állapotban állt. Ez a rom zárta le délről a Dísz tér épületegyüttesét. A felújítási munkálatok 2012-ben kezdődtek és az épület 2014. július 31-én nyitotta meg kapuit – egy Zsolnay kerámia tárlattal – a nagyközönség előtt, mely helyiségei ezentúl művészeti kiállításoknak adnak helyet. Kicserélték a teljes gránitlábazatot és  helyreállították a durva mészkőből készült kváderburkolatot (így eltűntek a homlokzati 1944–1945-ös és 1956-os belövésnyomok), akárcsak a helyükre visszahelyezett hatvannégy vármegye 25 megmaradt címerét, továbbá renoválták a vaskapukat, a belső terek stukkóit, kandelábereit és szobrait is. Az épületet akadálymentessé tették és kibontásra kerültek a raktározás miatt bekerült ideiglenes építmények, polcok, elhatárolások, illetve a hiányokat pótolták. A Várgondnokság vagyonkezelésében lévő épületrész felújítását Deák Zoltán tervezte.
| - 2014. előtti homlokzata - ...és belső udvara (2006.)                                                           |
| - 2014 augusztusától látogatható az egykori Honvéd Főparancsnokság – mintegy hét évtized után – megújult épülete |